# Lachnolaimus maximus
Lachnolaimus maximus је зракоперка из реда Perciformes и фамилије Labridae.

## Угроженост
Ова врста се сматра рањивом у погледу угрожености врсте од изумирања.

## Распрострањење
Ареал врсте Lachnolaimus maximus обухвата морско подручје већег броја држава у југозападном и централном-западном Атлантику.
Врста је присутна у Антигви и Барбуди, Аруби, Барбадосу, Бахамским острвима, Белизеу, Бермудским острвима, Венецуели, Гваделупу, Гвајани, Гватемали, Гренади, Девичанским острвима, Доминиканској Републици, Доминици, Јамајци, Кајманским острвима, Канади, Колумбији, Куби, Мартинику, Мексику, Никарагви, Панами, Порторику, Светој Луцији, Светом Винсенту и Гренадинију, Светом Китсу и Невису, Сједињеним Америчким Државама, Суринаму, Тринидаду и Тобагу, Француској Гвајани, Хаитију, Холандским Антилима и Хондурасу.

## Станиште
Врста живи у мору.